# Quo Vadis (1925)
Quo Vadis é um filme épico italiano de 1925 dirigido por Gabriellino D'Annunzio e Georg Jacoby, baseado no romance homônimo de Henryk Sienkiewicz.

## Sinopse
O grande sucesso da produção italiana de 1912, dirigida por Enrico Guazzoni, animou os cineastas europeus a realizarem uma nova versão cinematográfica do clássico romance de Henryk Sienkiewicz, "Quo Vadis". Só que, dessa vez, embora sendo produzida na Itália, e dirigida pelo italiano, Gabriellino D'Annunzio, a iniciativa coube aos alemães, que elaboraram o projeto e financiaram a produção. 
Por conta disso, um alemão, Georg Jacoby, foi agregado como codiretor, e vários atores germânicos integraram o elenco, inclusive o grande astro, Emil Jannings, escolhido para viver o papel de Nero. Concluído em 1924, o filme foi lançado no início de 1925.
Embora ainda sem som, esperava-se que a nova versão fosse em tudo superior (sobretudo tecnicamente) a de 1912. Mas não foi isso o que aconteceu. Problemas de vários tipos ocorridos durante as filmagens, o custo financeiro elevado da produção (que obrigou a vários cortes no projeto original) e a precária definição da fotografia, comprometeram, irremediavelmente, sua qualidade. 

## Elenco
- Emil Jannings .... Nero
- Alfons Fryland .... Marco Vinício
- Lillian Hall-Davis .... Lígia
- Andrea Habay .... Petrônio
- Bruto Castellani .... Ursus
- Rina De Liguoro .... Eunice
- Elena Sangro .... Popeia
- Raimondo Van Riel .... Tigelino